# Scarabatermitini
Scarabatermitini (лат.) — триба жуков-гибосорид из подсемейства Ceratocanthinae (Hybosoridae). Центральная и Южная Америка. Известно около 10 видов, включая термитофилов.

## Описание
Мелкие жуки-гибосориды (около 5 мм). Тело обычно прямое (Trachycrusus с более коренастым телом), без способности к полному сворачиванию в шар (неполное сворачивание у Trachycrusus); поверхность депигментирована и менее склеротизирована (Xenocanthus с темными внутренностями); лабиум с 2 или 3 пальпомерами; антенна с 8 или 9 антенномерами; Переднеспинка обычно выпуклая в передней части, медианная задняя область ограничена бороздой или вдавлением (менее выражено у Trachycrusus); ноги длинные и стройные (Trachycrusus с плоскими и широкими голенями); прококса вертикально поставлена; брюшко со стернитами слабо склеротизировано, широко мембранизировано, у некоторых видов может проявлять физиогастрию (Scarabaeinus , Scarabatermes , Balleriolus howdeni).
Роды группы Ivieolus можно отличить от других родов Scarabatermitini по следующим признакам: край наличника ровный, не зубчатый, коротко медиально дуговидный или неглубоко выемчатый. Глаз большой; глазной кантус простирается примерно на половину длины глаза. Передний край лабрума, мандибул и максиллярного щупика выходит за передний край наличника. Антенны с 8 антенномерами, косичка длиннее фуникула, булава состоит из 3 антенномеров. Медианная задняя область переднеспинки с большой и глубокой перевернутой U или V-образной бороздой, ограничивающей псевдоскутеллум. Брюшко слабо склеротизировано, способно к расширению. Ноги длинные и стройные, протибии с 2 острыми дистальными зубцами на внешнем крае. Диагностические характеристики группы являются модификацией диагноза трибы Ivieolini syn. n., представленного Хауденом и Гиллом (2000). Группа рода Iveolus включает роды Balleriolus (два вида) и Iveolus (три вида).

## Биология
Термитофилы. Balleriolus, Scarabaeinus и Scarabatermes обнаружены в ассоциации с термитами. Физиогастрическая самка Balleriolus howdeni была собрана в почве, рядом с галереей термитов, вместе с рабочими Apicotermitinae (Termitidae) и рядом с солдатами Nasutitermes (Nasutitermitinae) в афотической зоне, внутри пещеры в Parque Estadual da Serra do Rola Moça (Nova Lima, Minas Gerais State). Однако не удалось установить, какие из этих видов термитов принадлежат к галерее.

## Систематика
Известно около 10 видов и 7 родов. Триба была впервые выделена в 1999 году для четырёх тогда монотипических южноамериканских родов. Один ископаемый род найден в остатках мелового периода.
- Balleriolus Sousa et al., 2023[2]
  - Balleriolus alleni Sousa et al., 2023 — Перу
  - Balleriolus howdeni Sousa et al., 2023 — Бразилия
- Ivieolus Howden and Gill, 1998
  - Ivieolus brooksi  Howden and Gill, 2000 — Французская Гвиана[4]
  - Ivieolus inflaticollis Howden and Gill, 2001 — Эквадор[7]
  - Ivieolus pseudoscutellatus Howden and Gill, 1988 — Венесуэла, Гайана[8]
- †Mesoceratocanthus Nikolajev et al ., 2010[6]
  - †Mesoceratocanthus tuberculifrons  Nikolajev et al ., 2010 — меловой период (Yixian Formation)
- Scarabaeinus Silvestri, 1939[9]
  - Scarabaeinus termitophilus Silvestri, 1939 — Бразилия
- Scarabatermes Howden, 1973[10]
  - Scarabatermes amazonensis  Howden, 1973 — Колумбия
- Trachycrusus Howden & Gill, 1995[11]
  - Trachycrusus lescheni  Howden & Gill, 1995 — Эквадор
  - Trachycrusus striatulus  Howden & Gill, 1995 — Перу
- Xenocanthus Howden & Gill, 1988[12]
  - Xenocanthus singularis  Howden & Gill, 1988 — Венесуэла